# James Glenn Dudelson
James Glenn Dudelson est un producteur, réalisateur et scénariste américain.

## Filmographie

### comme producteur
- 1983 : Boogeyman II (en)
- 1984 : Tendres Années (Old Enough)
- 1987 : Matewan
- 1992 : Dark Secrets
- 1993 : Skeeter
- 1997 : The Last Road
- 1997 : Morella
- 2000 : Horror 101
- 2001 : Chick Street Fighter
- 2004 : Horror 102: Endgame (vidéo)
- 2004 : Museum of the Dead (vidéo)
- 2005 : Le Jour des morts vivants 2 : Contagium (Day of the Dead 2: Contagium) (vidéo)

### comme réalisateur
- 1997 : Morella
- 2000 : Lesson of the Assassin
- 2000 : Horror 101
- 2001 : Lessons for an Assassin
- 2004 : Museum of the Dead (vidéo)
- 2005 : Day of the Dead 2: Contagium (vidéo)
- 2006 : Creepshow 3

### comme acteur
- 2004 : Horror 102: Endgame (vidéo) : Ghost Patient